# Lophanthus oxyodontus
Lophanthus oxyodontus là một loài thực vật có hoa trong họ Hoa môi. Loài này được (Boiss.) Levin mô tả khoa học đầu tiên năm 1941.